# جانانی (بازیگر)
جانانی (به انگلیسی: Janani) با نام کامل جانانی آیر (به انگلیسی: Janani Iyer) (زاده ۳۱ مارس ۱۹۸۷) بازیگر هندی است.
از کارهای معروف او می‌توان به بازی در فیلم آن مرد، این مرد اشاره کرد.

## فیلم‌شناسی
فهرست برخی از فیلم‌هایی که جانانی در آن‌ها به ایفای نقش پرداخته است:
- از آسمان عبور خواهم کرد-۲۰۱۰
- آن مرد، این مرد-۲۰۱۱
- روز هفتم-۲۰۱۴
- بالون-۲۰۱۷